# Alcool absolu
L'alcool absolu ou alcool déshydraté ou encore éthanol absolu est de l'éthanol pur (C2H5OH) ne contenant pas plus de un pour cent d'eau, par opposition à l'alcool rectifié.
On ne peut obtenir de l'alcool absolu par simple distillation fractionnée, parce qu'un mélange contenant au moins 95,4 % d'alcool et 4,6 % d'eau devient un mélange azéotrope et ne peut plus être enrichi en alcool. Les méthodes utilisées pour augmenter la proportion d'alcool dans le mélange sont décrites dans distillation azéotropique. Il existe également un processus de production d'alcool absolu par déshydratation au moyen de glycérol.

## Utilisation

### En chimie
En chimie, on utilise presque exclusivement le terme d'éthanol absolu qui décrit de l'éthanol dont le titre est au moins égal à 99,8 %. L'éthanol absolu peut être vendu dénaturé, tout en conservant son adjectif d'absolu.
L'éthanol absolu est utilisé comme solvant ou comme réactif lorsque la quantité d'eau dans le milieu réactionnel doit être limitée. Si la présence d'eau doit absolument être proscrite, l'éthanol absolu peut être transformé en éthanol anhydre par réaction avec du magnésium métallique suivie d'une distillation à pression atmosphérique.

### Autre
L'alcool absolu est utilisé comme fixateur en histologie et a des usages thérapeutiques dans le traitement des pancréatites et de certains kystes thyroïdiens  bénins. 